# Alsim Leonidowitsch Tschernoskulow
Alsim Leonidowitsch Tschernoskulow (russisch Альсим Леонидович Черноскулов; englisch Alsim Chernoskulov; wiss. Transliteration Al'sim Leonidovič Černoskulov; * 11. Mai 1983 in Kipel, Oblast Kurgan, Russische SFSR, Sowjetunion) ist ein russischer Judoka und Samboka. Er ist sechsfacher Weltmeister, zweifacher Europameister und neunfacher russischer Meister im Sambo.

## Werdegang
Tschernoskulow gewann seine erste internationale Medaille mit der Silbermedaille in der Gewichtsklasse bis 90 kg bei den Sambo-Weltmeisterschaften 2006 in Sofia. Ein Jahr später wiederholte er diesen Erfolg in Prag. Bei den Sambo-Weltmeisterschaften 2009 in Thessaloniki gewann der Russe schließlich seinen ersten Weltmeistertitel. Nachdem es 2011 nur zu Silber reichte, wurde er bei den Sambo-Weltmeisterschaften 2012 in Minsk erneut Weltmeister. Auch 2014 und 2015 gewann er den Titel. Bei den ersten Europaspielen 2015 in Baku gewann er in der Gewichtsklasse bis 90 kg im Finale gegen Andrej Kasussjonak (Belarus). Nachdem er 2017 und 2018 erneut Weltmeister wurde, holte er bei den Europaspielen 2019 die Bronzemedaille.
Bei den Russischen Sambomeisterschaften 2018 gewann Tschernoskulow seinen insgesamt neunten Titel.

## Auszeichnungen
Am 2. Juli 2015 erhielt Tschernoskulow den Verdienstorden für das Vaterland, 2. Klasse verliehen.